# Serbischer Fußballpokal 2008/09
Der Serbische Fußballpokal 2008/09 (auch Lav Kup Srbije) war die dritte Austragung des serbischen Pokalwettbewerbs. Er wurde vom Serbischen Fußball-Bund (FSS) ausgetragen. Das Finale fand am 21. Mai 2009 im Stadion Partizana von Belgrad statt.
Pokalsieger wurde Titelverteidiger Partizan Belgrad. Das Team setzte sich im Finale gegen den Zweitligisten FK Sevojno durch. Da Partizan durch die Meisterschaft bereits für die der Champions League qualifiziert war, erhielt der unterlegene Finalist den Startplatz für die 2. Qualifikationsrunde in der UEFA Europa League 2009/10.

## Modus
Alle Begegnungen wurden in einem Spiel ausgetragen. Endete ein Spiel nach 90 Minuten unentschieden, kam es direkt zum Elfmeterschießen.

## Teilnehmer
| SuperLiga 2007/08 (12) | Prva Liga (18) | Prva Liga (18) | Regionale Pokalsieger (5)                                                                                   |
| --- | --- | --- | --- |
| - FK Banat Zrenjanin - FK Bežanija - FK Borac Čačak - FK Čukarički - FK Hajduk Kula - FK Mladost Lučani - FK Napredak Kruševac - Partizan Belgrad - Roter Stern Belgrad - FK Smederevo - Vojvodina Novi Sad - OFK Belgrad | - FK BSK Borča - FK ČSK Pivara - FK Hajduk Belgrad - FK Jagodina - FK Javor Ivanjica - FK Metalac - FK Mladost Apatin - FK Novi Pazar - FK Novi Sad | - FK Rad Belgrad - FK Radnički Niš - FK Radnički Pirot - FK Sevojno - FK Srem - FK Vlasina - FK Voždovac - FK Zemun - OFK Mladenovac | - FK Big Bull Bačinci - FK Sloga Kraljevo - FK Srem Jakovo - Partizan Kosovska Mitrovica - OFK Sinđelić Niš |

## Vorrunde
|                             | Ergebnis        |                     |
| --------------------------- | --------------- | ------------------- |
| 3. September 2008           |                 |                     |
| FK Srem Jakovo              | 1:3             | FK Big Bull Bačinci |
| OFK Sinđelić Niš            | 1:0             | FK Radnički Pirot   |
| Partizan Kosovska Mitrovica | 0:0 (5:4 i. E.) | FK Sloga Kraljevo   |

## 1. Runde
|                             | Ergebnis        |                     |
| --------------------------- | --------------- | ------------------- |
| 24. September 2008          |                 |                     |
| OFK Belgrad                 | 2:0             | FK Novi Pazar       |
| FK Čukarički                | 1:1 (5:6 i. E.) | FK ČSK Pivara       |
| FK Napredak Kruševac        | 2:2 (6:5 i. E.) | FK Metalac          |
| FK Mladost Apatin           | 0:2             | Partizan Belgrad    |
| FK Sevojno                  | 0:0 (8:7 i. E.) | FK Hajduk Kula      |
| FK Novi Sad                 | 0:0 (5:6 i. E.) | FK Javor Ivanjica   |
| FK Srem                     | 1:2             | FK Rad Belgrad      |
| FK Banat Zrenjanin          | 4:0             | FK Zemun            |
| FK Jagodina                 | 2:0             | FK Vlasina          |
| FK Radnički Niš             | 0:3             | Roter Stern Belgrad |
| FK Big Bull Bačinci         | 00:4 1          | Vojvodina Novi Sad  |
| Partizan Kosovska Mitrovica | 01:3 2          | FK Borac Čačak      |
| FK Bežanija                 | 1:0             | FK Voždovac         |
| FK Mladost Lučani           | 0:1             | FK Hajduk Belgrad   |
| OFK Mladenovac              | 1:1 (4:5 i. E.) | FK Smederevo        |
| OFK Sinđelić Niš            | 0:0 (5:3 i. E.) | FK BSK Borča        |

## Achtelfinale
|                   | Ergebnis        |                      |
| ----------------- | --------------- | -------------------- |
| 12. November 2008 |                 |                      |
| OFK Belgrad       | 2:0             | OFK Sindjelić Niš    |
| Partizan Belgrad  | 4:2             | FK Jagodina          |
| FK ČSK Pivara     | 0:2             | Roter Stern Belgrad  |
| FK Borac Čačak    | 1:1 (4:5 i. E.) | FK Sevojno           |
| FK Hajduk Belgrad | 1:1 (7:6 i. E.) | Vojvodina Novi Sad   |
| FK Rad Belgrad    | 1:1 (3:4 i. E.) | FK Napredak Kruševac |
| FK Smederevo      | 1:0             | FK Bežanija          |
| FK Javor Ivanjica | 0:2             | FK Banat Zrenjanin   |

## Viertelfinale
|                      | Ergebnis        |                  |
| -------------------- | --------------- | ---------------- |
| 15. April 2009       |                 |                  |
| FK Hajduk Belgrad    | 0:4             | Partizan Belgrad |
| FK Napredak Kruševac | 1:1 (4:5 i. E.) | FK Sevojno       |
| FK Banat Zrenjanin   | 1:0             | OFK Belgrad      |
| Roter Stern Belgrad  | 4:1             | FK Smederevo     |

## Halbfinale
|                  | Ergebnis |                     |
| ---------------- | -------- | ------------------- |
| 6. Mai 2009      |          |                     |
| FK Sevojno       | 2:1      | Roter Stern Belgrad |
| Partizan Belgrad | 1:0      | FK Banat Zrenjanin  |

## Finale
| Paarung          | Partizan Belgrad – FK Sevojno |
| Ergebnis         | 3:0 (0:0) |
| Datum            | 21. Mai 2009 |
| Stadion          | Stadion Partizana, Belgrad |
| Zuschauer        | 13.434 |
| Schiedsrichter   | Milorad Mažić |
| Tore             | 1:0 Nenad Đorđević (61.) 2:0 Ivan Stevanović (84.) 3:0 Radosav Petrović (89.) |
| Partizan Belgrad | Mladen Božović – Ivan Stevanović, Goran Gavrančić, Nenad Đorđević , Ivan Obradović – Ljubomir Fejsa, Nemanja Tomić, Almami Moreira, Adem Ljajić (67. Nikola Vujović) – Washington da Silva (46. Miloš Bogunović), Lamine Diarra (89. Radosav Petrović). Cheftrainer: Slaviša Jokanović     |
| FK Sevojno       | Milorad Nikolić – Radenko Kamberović, Radoš Bulatović, Dimitrije Janković, Vladimir Branković (69. Nebojša Vukojičić) – Savo Raković (75. Slaven Stanković), Vladislav Virić (63. Dejan Radosavljević), Lazar Jovičić – Marko Pavićević, Njegoš Goloevac. Cheftrainer: Ljubiša Stamenković |
| Platzverweise    | keine – Rados Bulatović (79.) |